# 健吾
健吾（英語：Kengo / Anthony Ip，1980年9月15日—），原名葉鍵濠，為香港多媒體創作人，任職專欄作家、記者、大學講師和商業電台主持人，熱愛日本文化。資深時事評論人沈旭暉形容其為「新一代最有個人風格的作者」。

## 生平
健吾於1992年至1999年就讀長沙灣天主教英文中學。2002年畢業於香港中文大學新聞與傳播學院，再到日本筑波大學留學。
2007年，健吾出任商業電台節目《光明頂》主持，現兼任《903國民教育》主持。此外，健吾曾是商業二台《在晴朗的一天出發》的客席主持。2008年起出任職中文大學日本研究系講師。現亦兼任香港大學附屬學院日本語及日本文化副學士課程講師。2011年10月，健吾與香港樂壇四人男子組合C AllStar合作，創作流行音樂劇《摘星天梯》，並擔任舞台編劇。

## 其他
2015年6月 - 出席首個個人讀書會
2016年1月，創辦《日本集合 （页面存档备份，存于）》

## 外部連結
- 健吾的Facebook專頁
- 健吾的Facebook專頁
- 健吾的Instagram帳戶
- 健吾的新浪微博
- 個人網誌 （页面存档备份，存于）
- 健吾｜DJ主持｜商業電台881903.com （页面存档备份，存于）